# Paesana
Paesana (piemontiul: Paisan-a, okcitánul: Pizano) település Olaszországban, Piemont régióban, Cuneo megyében. Lakosainak száma 2589 fő (2023. január 1.). Paesana Barge, Oncino, Sampeyre, Sanfront és Ostana községekkel határos.

## Népesség
A település lakossága az elmúlt években az alábbi módon változott:
| Lakosok száma | 2733 | 2724 | 2589 |
|               | 2017 | 2018 | 2023 |